# Le Corps Indice
Le Corps Indice est une compagnie de danse et arts numériques créée le 20 octobre 1992 à Montréal, dans le but de promouvoir des formes d'expressions hybrides reliées à la danse actuelle ou à la problématique de la performance, du mouvement et du corps. 1994, avec le spectacle Le Partage des peaux, marque l’amorce d’un changement déterminant.
La chorégraphe et danseuse Isabelle Choinière, qui est par ailleurs la directrice artistique de la compagnie, s’oriente vers une association de performances actuelles et d'arts électroniques, inscrivant ainsi l'organisme dans le paysage de la culture technologique.
Le Corps indice vise la création de formes d’expression issues de l’hybridation de la danse actuelle et des nouvelles technologies, et le développement d’une forme d’art en pleine évolution.

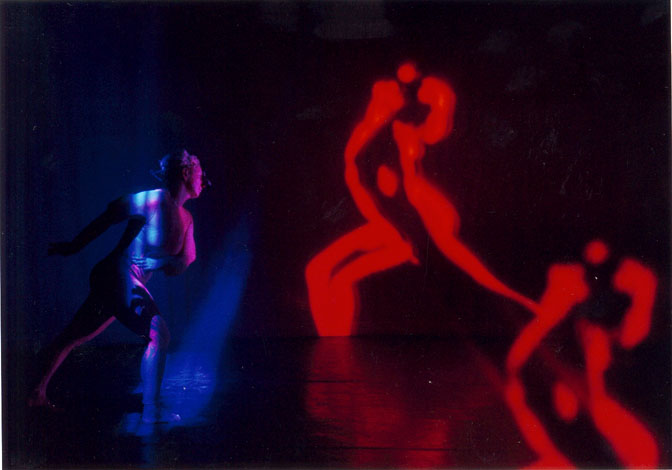
Lors d'un spectacle de la compagnie de danse du Corps Indice.

## Mandat
La mission principale du Corps Indice s’articule autour du travail de création, de diffusion et de recherche dans le domaine des arts électroniques reliés aux arts vivants. Son mandat historique étant l’exploration des liens unissant les arts de la scène et les arts électroniques, la compagnie questionne ces formes hybrides et vivifie la recherche dans ce domaine. À l’aube d’une nouvelle compréhension de l’organicité, la danse se présente pour selon la compagnie comme l’entité la plus propice pour s’ouvrir à ce monde de nouvelles sensibilités. Le Corps Indice s’intéresse également à la rédaction de supports écrits et électroniques, ainsi qu’à la création de réseaux d’échanges internationaux.

## Les œuvres

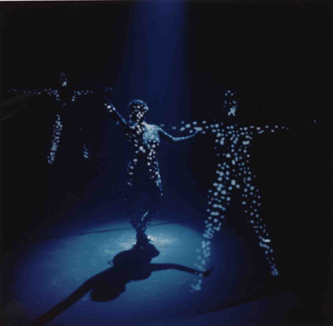
La compagnie présente des œuvres qui explore les liens entre les arts de la scène et les arts électroniques.

- Communion, version finale du Partage des peaux, est une performance multidisciplinaire où se rencontrent la danse actuelle, la vidéo, l'infographie, la musique électroacoustique et mixte ainsi que les systèmes interactifs. Cette première performance a été présentée sur trois continents, dans plus de trente-cinq pays, prenant part à de nombreux festivals internationaux d’arts électroniques d’avant-garde (Festival Synthèse 97 à Bourges en France, à Ciber@rt en Espagne, à l'International Danse And Technology Conference au Texas, au Festival CRASH à Aarhus au Danemark).
- Entre 1999 et 2004, la création La Démence des anges poursuit les réflexions de Communion sur la compréhension des relations entre l'art vivant et les nouvelles technologies. Sa version work-in-progress, La Mue de l'ange a été présentée dans des festivals comme Enter Multimedial en République tchèque, Synthèse 2000 à Bourges, au festival E-phos à Athènes et la production finale de La Démence des anges a été présentée lors du Festival Internacional de teatro del Mercosur à Cordoba en Argentine. Son développement final a été réalisé en résidence au LANTISS en juillet 2004.
- De 2005 à 2007, Le Corps Indice a travaillé à la production de la première et deuxième phases de son troisième spectacle, grâce à une série de résidences effectuées à Montréal (LANTISS, Tohu, UQAM-Département de danse, Studio XX et CIAM/Hexagram) et en France (GMEA et Centre d’arts d’Enghien-les-Bains). Le fruit de ces étapes de travail a été présenté, entre autres, au festival international Bains numériques, et lors de la programmation régulière d’Enghien-les-bains.

## Distinctions
- La renommée internationale du Corps Indice a été instantanée depuis la présentation de Communion lors du Festival international de Londrina au Brésil en avril 1994, ainsi qu’à ISEA 95, à Montréal, où l’œuvre fut classée parmi les trois meilleures œuvres de sa programmation internationale.
- Depuis son émergence, les productions LCI ont fait l’ouverture officielle de huit grands festivals internationaux en France, au Danemark, au Brésil, au Chili, en République tchèque et aux États-Unis.
- Le 30 octobre 2001, La Démence des anges a été sélectionnée pour l’ouverture des célébrations du quarantième anniversaire de la Délégation générale du Québec à Paris. L'œuvre a également ouvert officiellement le prestigieux festival Cynetart basé à Dresde en Allemagne en novembre 2004, ainsi que les rencontres internationales danse et arts numériques Bains numériques, au Centre des arts d’Enghien-les-Bains en octobre 2005.

## Revue de presse

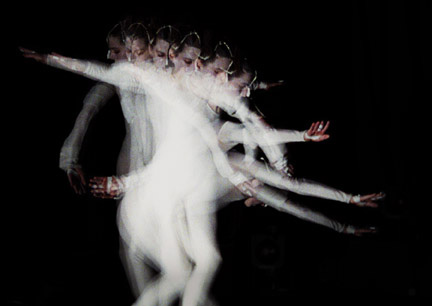

De nombreuses revues d’art et journaux spécialisés ont salué le travail de la compagnie, le présentant même en couverture (Ballet Tanz International, Parcours…).
En mai 1999, lors d’un passage en France, le journal Le Monde a encensé sa première œuvre, Communion, et y a souligné un travail de pionniers.
En outre, Philip Spzorer, journaliste de Hour, hebdomadaire culturel montréalais, présent à l'International Dance and Technology en Arizona en février 1999, comparait le travail de la compagnie à celui des plus grandes compagnies québécoises (La La La Human Steps, Marie Chouinard, Jean-Pierre Perreault). Encore dernièrement, et ce depuis 1999, la critique cite Le Corps Indice comme visionnaire et avant-gardiste (dans Parcours, Dresdner Neuste Nachrichten, Vie des arts…).

## Liens
- Le site officiel de la compagnie
- Article sur la compagnie
- Fiche du Corps Indice sur le site de la Fondation Langlois
- Fiche de la compagnie su un site communautaire d'artiste
- Article de presse sur la compagnie et son spectacle La Démence des Anges